# Irena Kaniewska (pilot)
Irena Kaniewska (ur. 30 września 1914 w Krakowie, zm. 2 października 1963 w Warszawie) – inżynier, polska konstruktor szybowcowa, pilot, członek Zarządu Głównego Aeroklubu PRL.

## Życiorys
Urodziła się w rodzinie Wilhelma Bronisława Kahla (1884–1953), prawnika, działacza Narodowej Demokracji, i Zofii z Wątróbskich. W 1933 roku zdała maturę w Gimnazjum im. J. Kowalczyka w Warszawie i rozpoczęła studia na Wydziale Mechanicznym Politechniki Warszawskiej.
Od 1940 roku kontynuowała studia wyższe na tajnych kursach prowadzonych przez profesorów Politechniki Warszawskiej, dyplom inżyniera uzyskała 28 września 1941 r. W tym samym roku wyszła za mąż za Feliksa Kaniewskiego. Od 1942 roku zatrudniona była jako robotnica w rozlewni wódek. Brała udział w powstaniu warszawskim, po jego upadku została wywieziona do obozu pracy przymusowej w Berlinie. W styczniu 1945 r. w obozie koncentracyjnym Buchenwald zginął jej mąż.
W maju 1945 r. wróciła do Polski. W czerwcu 1945 r. rozpoczęła pracę w Państwowym Monopolu Spirytusowym w Żyrardowie, następnie od sierpnia 1946 r. była zatrudniona jako inżynier projektant urządzeń fabrycznych w dyrekcji Państwowego Monopolu Spirytusowego w Warszawie. Od 1 października 1946 r. została zatrudniona w Bielsku w Instytucie Szybownictwa na stanowisku konstruktora lotniczego. Odbyła szkolenie lotnicze w Cywilnej Szkole Pilotów i Mechaników .
W 1952 roku otrzymała Nagrodę Państwową III stopnia (zespołową) za opracowanie konstrukcji szybowców „Mucha”, „Jastrząb”, „Nietoperz”, „Sęp”, „Kaczka” i „Jaskółka”.
W 1954 roku w została kierownikiem Sekcji Prototypów SZD. Pracowała także społecznie: była członkiem Rady Zakładowej oraz przewodniczyła komisji współzawodnictwa, w latach 1953–1954 przewodniczyła sekcji SIMP w Bielsku-Białej, a ponadto była wiceprzewodniczącą koła Naczelnej Organizacji Technicznej obejmującego swoją działalnością miasto i ówczesny powiat bielsko-bialski.
Od 1 października 1954 r. została zatrudniona jako starszy asystent w Zakładzie Wytrzymałości Instytutu Lotnictwa w Warszawie. Zajmowała się samodzielnie problemami z zakresu wytrzymałości i dynamiki szybowców, prowadziła prace konstrukcyjne z zakresu celów latających oraz brała czynny i twórczy udział w opracowaniu przepisów budowy sprzętu lotniczego. W marcu 1956 roku jury konkursu na szybowiec szkolny przyznało jej III nagrodę za pracę opatrzoną godłem „Wróbel”.
1 września 1957 r. otrzymała tytuł naukowy adiunkta Instytutu Lotnictwa w Warszawie. W połowie października 1961 r. odbyło się posiedzenie Kolegium Naukowe Zakładu Wytrzymałości IL w sprawie zaopiniowania ankiet pracowników Zakładu Wytrzymałości w celu uzyskania przez nich stanowiska samodzielnego pracownika naukowo-badawczego. Przedstawiono tam dorobek naukowy mgr inż. Ireny Kaniewskiej kandydata na to stanowisko:
- Program prób statycznych prototypu samolotu TS-11 Iskra.
- Studium Pracy Sworzni w drewnie.
- Dokumentacja obliczeniowa i konstrukcyjna doświadczalnego szybowca nieortodoksyjnego IS-5 Kaczka.
- Projekt obliczenia aerodynamicznego doświadczalnego szybowca bezogonowego SZD-13 Wampir.
- Projekt  Polskich Norm.
- Przepisy budowy sprzętu lotniczego-część szybowce. Technika Lotnicza Nr 6 z 1958.
- OSTIV – Organisation scientifique et technique du vol à voile.
- Rysunki zestawieniowe szybowców 3 szt.
- Rysunki zestawieniowe celu latającego 3 szt.

Kolegium przewodniczył mgr inż. Tadeusz Chyliński kierownik Zakładu Wytrzymałości. W skład Kolegium wchodzili:                                                                                   
- mgr inż. Tadeusz Chyliński – przewodniczący
- mgr inż. Stanisław Mosica
- Doc. inż. Tadeusz Sołtyk
- mgr inż. Romuald Romicki
- Prof. dr inż. Kazimierz Wolski

Członkowie Kolegium Naukowego Zakładu Wytrzymałości pozytywnie zaopiniowali dorobek naukowy mgr inż. Ireny Kaniewskiej. W styczniu 1963 r. otrzymała stopień samodzielnego pracownika naukowo-badawczego.
Konstrukcje przy opracowaniu których brała udział:
- IS-2 Mucha,
- IS-5 Kaczka
- Mucha bis,
- IS-4 Jastrząb,
- Mucha ter,
- SZD-9 Bocian,
- SZD-8 Jaskółka,
- SZD-10 Czapla,
- SZD-13 Wampir.

Zginęła w nocnym locie (zderzenie się z innym samolotem w locie) w dniu 2 października 1963 r. w Warszawie, została pochowana 7 października 1963 r. na cmentarzu Parafii MB Pocieszenia w Żyrardowie (sektor A-1-7b). 

## Działalność sportowa i społeczna
W 1938 r. zaczęła latać na szybowcach w Miłośnie, gdzie uzyskała kategorie A i B pilota szybowcowego. W maju 1946 roku ukończyła kurs instruktorów szybowcowych, a w okresie letnim kurs pilotów samolotowych w Cywilnej Szkole Pilotów i Mechaników w Ligocie Dolnej. W grudniu tego roku została członkiem Aeroklubu Bielskiego.
W maju 1950 r. zdobyła srebrną odznakę szybowcową. Tego samego roku w Samolotowym Zlocie Gwiaździstym zajęta 5 miejsce. W 1952 roku w Regionalnych Zawodach Szybowcowych w Katowicach zajęła 2 miejsce.
W 1956 r. uzyskała licencje pilota samolotowego II klasy. W marcu 1957 r. została członkiem Aeroklubu Warszawskiego. W rozegranym w Warszawie I Konkursie Akrobacji Szybowcowej zajęła 7 miejsce. W grudniu 1957 r. została członkiem Zarządu Głównego Aeroklubu PRL. Dwukrotnie startowała w Samolotowych Mistrzostwach Polski: w 1959 r. z nawigatorem Wiesławą Łanecką (23 miejsce), w 1960 r. z nawigatorem Lucyną Bajewską (16 miejsce).
Pasjonowała się akrobacją lotniczą - jako pierwsza kobieta w Polsce wykonała na samolocie pętlę odwróconą. Była członkiem Komisji Rewizyjnej Aeroklubu PRL, lotniczej komisji egzaminacyjnej, komisji sędziowskiej na zawodach szybowcowych i samolotowych, a także Komisji Ekspertów Lotniczych RWPG oraz rzeczoznawcą lotniczym Komisji Przepisów Sprzętu Lotniczego przy Departamencie Lotnictwa Cywilnego Ministerstwa Komunikacji.

## Ordery i odznaczenia
- Krzyż Kawalerski Orderu Odrodzenia Polski (pośmiertnie, 1963)
- Srebrna Odznaka Szybowcowa (1950)[3]